# Laghi di Palasina
I laghi di Palasina (in francese, Lacs de Palasinaz) sono un gruppo di sei laghi alpini situati a monte della frazione Estoul, nel comune di Brusson, in val d'Ayas (Valle d'Aosta).

## Toponimo
Secondo la pronuncia del patois valdostano, il nome "Palasinaz" va pronunciato omettendo la "z" finale, quindi "Palasìna", come per molti altri toponimi e cognomi valdostani e delle regioni limitrofe (la Savoia, l'Alta Savoia e il Vallese).

Questa particolarità, che si discosta dalle regole di pronuncia della lingua francese standard, risale a uno svolazzo che i redattori dei registri del regno di Piemonte-Sardegna erano soliti aggiungere alla fine dei toponimi o dei nomi da pronunciare come dei parossitoni, cioè con l'accento sulla penultima sillaba, molto diffuso in francoprovenzale. In seguito, questo piccolo segno è stato assimilato a una zeta, e spesso viene erroneamente pronunciato, sia dagli italofoni che dai francofoni.

## Descrizione
I laghi si trovano in una conca erbosa sotto il Corno Bussola e la punta Palasina, ad una quota compresa tra i 2487 metri slm del lago della Battaglia (fr. Lac de la bataille) e del lago Verde (fr. Lac vert), ed i 2632 metri slm del lago Lungo (fr. Lac long). A quote intermedie si trovano il lac de Potcha (m 2518), il lago Bringuez (m 2519) ed il lago Coliou (m 2605).

## Accesso
Il laghi sono raggiungibili con una camminata priva di difficoltà tecniche, su carrareccia fino a quota 2440 m, quindi su sentiero privo di difficoltà tecniche. L'itinerario ha inizio dall'ampio parcheggio a monte di Estoul e richiede il superamento di circa 700 m di dislivello (perdite di quota comprese), nonché 2 h 15 min di cammino. L'itinerario passa anche in prossimità del lago Littéran.